# Берег в тумане
«Берег в тумане» (англ. Out of the Fog) — фильм нуар режиссёра Анатоля Литвака, который вышел на экраны в 1941 году.
В основу фильма положена пьеса Ирвина Шоу «Добрые люди» (англ. Gentle People), которая шла на Бродвее в 1939 году. Действие фильма происходит в районе пирса в нью-йоркском Бруклине. Двое маленьких людей, Джона Гудвин (Томас Митчелл) и Олаф Джонсон (Джон Куолен), находят отдушину в жизни в рыбалке. Они рыбачат на своей маленькой лодке по нескольку раз в неделю, мечтая купить лодку побольше, на которой можно выйти в Гольфстрим, где ловить по-настоящему крупную рыбу. Однажды мелкий рэкетир Гарольд Гофф (Джон Гарфилд), обкладывает их лодку данью, одновременно начиная ухаживать за дочерью Джоны по имени Стелла (Айда Лупино). Джона пытается избавить себя и дочь от рэкетира, однако это приводит только к тому, что он отдаёт бандиту все свои сбережения и лишается возможности обратиться в суд. Тогда Джона уговаривает Олафа убить Гоффа. На их счастье, во время покушения Гофф сам падает за борт их лодки и тонет, выронив перед этим в лодку свой бумажник.
Большинство критиков выразило сожаление, что фильм в угоду цензуре отошёл от содержания пьесы, которое было более острым и мрачным. Тем не менее, современные критики высоко оценили фильм, который стал одной из первых картин в жанре нуар, отметив качественную режиссуру, великолепную операторскую работу и сильную игру исполнителей главных ролей.

## Сюжет
В Бруклине, недалеко от Шипсхед-Бея проживают два старых приятеля — Джона Гудвин (Томас Митчелл) и Олаф Джонсон (Джон Куолен). Немолодой Джона женат на угрюмой, необщительной женщине, у него есть 21-летняя дочь, красавица Стелла (Айда Лупино), которая работает оператором на телефонной станции. Олаф работает в соседнем доме поваром в мелкой забегаловке. Несмотря на робкий характер и непривлекательную внешность он подвергается сексуальным нападкам со стороны крикливой, авторитарной хозяйки заведения (Одетт Миртил). Единственной отдушиной в жизни для Джоны и Олафа является рыбалка, на которую они отправляются на своей маленькой лодке по вечерам четыре раза в неделю. Джона и Олаф мечтают купить большую лодку, на которой они могли бы выходить в Гольфстрим и ловить там крупную рыбу, что позволило бы им бросить свою работу и полностью посвятить себя рыбалке. Джона очень любит дочь Стеллу, и она отвечает отцу взаимностью. Стелла помолвлена с Джорджем Уоткинсом (Эдди Альберт), который работает торговцем на пирсе. Джордж — добрый, порядочный парень и любит Стеллу, однако её не устраивает та обыденная семейная жизнь, которую предлагает ей Джордж. Стелла мечтает вырваться из скуки и однообразия, которые окружают её.
Однажды в квартале появляется мелкий рэкетир Гарольд Гофф (Джон Гарфилд), который под видом охраны собирает дань с владельцев мелких лодок в порту. Выйдя на Джону и Олафа, он принуждает их платить ему по пять долларов в неделю за «охрану» своей лодки. Для легализации своих поборов Гофф заставляет Джону и Олафа подписать договор, согласно которому они взяли у него заём на тысячу долларов, который возвращают мелкими долями. Вскоре Гофф проявляет интерес к привлекательной Стелле. Не обращая внимание на попытки Джорджа противостоять ему, Гофф начинает дарить ей ценные подарки и приглашать в дорогие клубы, о чём так мечтает Стелла. Стелла вскоре узнаёт, что Гофф занимается рэкетом простых людей, в том числе и её отца, однако всё равно продолжает встречаться с ним. Джона замечает, что Стелла явно увлечена бандитом. Понимая, что из этих отношений не выйдет ничего хорошего, он решает разорвать их связь. У него есть 190 долларов, которые они вместе с Олафом накопили на покупку новой лодки. Джона решает использовать эти деньги, чтобы отправить Стеллу в трёхнедельный круиз на Кубу, о чём она так мечтала. Когда Гофф узнаёт от Стеллы о предложении Джоны и о деньгах, он заявляет, что сам оплатит их совместную поездку на Кубу. После этого Гофф направляется к Джоне, силой отбирая у него 190 долларов. Разъярённый Джона зовёт на помощь участкового полицейского, который доставляет Гоффа, которого давно мечтал засадить, а также Джону и Олафа в суд. Во время слушаний дела Гофф достаёт договор о займе, который подписали Джона и Олаф, после чего судья тут же закрывает дело и отпускает всех, предупреждая рыбаков, чтобы они в дальнейшем воздержались от необоснованных обвинений, иначе их самих привлекут к суду.
Понимая, что законным путём с Гоффом не справиться, доведённый до отчаяния Джона предлагает Олафу убить Гоффа. В соответствии с заранее разработанным планом они заманивают Гоффа на свою лодку и выходят в море. Там у лодки якобы глохнет мотор, и Джона просит Гоффа помочь ему. Когда Гофф поворачивается к Олафу спиной, тот в соответствии с планом должен ударить бандита трубой по голове, чтобы тот потерял сознание, После чего Гоффа, который не умеет плавать, Джона и Олаф собирались выбросить за борт. Однако у Олафа не хватило духу ударить Олафа, и он стал медлить, в результате чего Гофф повернулся в его сторону и всё понял. Он полез за пистолетом в карман пальто, однако в этот момент лодка начала раскачиваться, и Гофф упал за борт. Увидев, как бандит пошёл ко дну, Джона и Олаф возвращаются на пирс. Некоторое время спустя на дне лодки Олаф находит бумажник Гоффа, в котором лежат как их 190 долларов, так и ещё немалая сумма. К этому моменту полиция уже обнаружила и извлекла из воды труп Гоффа, при котором однако не было бумажника. Как выясняется, Гоффа разыскивала полиция пяти штатов. Предположив, что Гоффа ограбили на пирсе, а затем вывезли в море и утопили, полиция обыскивает Джону и Олафа, однако ничего не находит. После отъезда полицейских Джона вытягивает из воды бумажник, который успел обвязать верёвкой и спрятать под мостками. Местный участковый, который сочувствует рыбакам и ненавидел Гоффа, видит их в этот момент, однако делает вид, что ничего не заметил и уходит. Стелла понимает, как она была не права, увлекшись Гоффом, и возвращается к Джорджу. Джона говорит, что они смогут позволить себе купить большую лодку, на которой вместе со Стеллой отправятся рыбачить в Гольфстрим.

## В ролях
- Джон Гарфилд — Гарольд Гофф
- Айда Лупино — Стелла Гудвин
- Томас Митчелл — Джона Гудвин
- Джон Куолен — Олаф Джонсон
- Эдди Альберт — Джордж Уоткинс
- Джордж Тобиас — Игор Пропоткин
- Элин Макмахон — Флоренс Гудвин
- Джером Кауэн — помощник окружного прокурора
- Одетт Миртил — Кэролайн Помпонетт
- Лео Горси — Эдди
- Роберт Хоманс — офицер Магрудер
- Бернард Горси — Сэм Пеппер
- Пол Харви — судья Мориарти

## Создатели фильма и исполнители главных ролей
Режиссёр фильма Анатоль Литвак родился в 1902 году в Киеве, Российская империя, в еврейской семье. В 1925 году, уже будучи кинорежиссёром Литвак перебрался из СССР на немецкую киностудию UFA, а после прихода Гитлера к власти — переехал во Францию, где, в частности, поставил историческую мелодраму «Майерлинг» (1936). В 1937 году Литвак уехал в Голливуд, где вплоть до 1941 года проработал контрактным режиссёром на студии Warner Bros. За этот период Литвак поставил десять фильмов, среди которых «Товарищ» (1937), «Удивительный доктор Клиттерхаус» (1938), «Сёстры» (1938), «Всё это и небо в придачу» (1940), «Завоевать город» (1940) и «Блюз ночью» (1941). Позднее Литвак дважды завоевал номинации на «Оскар» как режиссёр фильмов «Змеиная яма» (1948) и «Решение перед рассветом» (1951). К другим наиболее значимым фильмам режиссёра относятся «Извините, ошиблись номером» (1948), «Анастасия» (1956) и «Ночь генералов».
До этой картины свои самые заметные роли Джон Гарфилд сыграл в фильмах «Четыре дочери» (1938, эта картина принесла ему номинацию на «Оскар»), «Они сделали меня преступником» (1939), «Пыль будет моей судьбой» (1939) и «Замок на Гудзоне» (1940, его поставил Анатоль Литвак). Как пишет историк кино Стефани Темз, «в дальнейшем Гарфилд оставил заметный след в жанре нуара, сыграв главные роли в таких фильмах, как „Почтальон всегда звонит дважды“ (1946), „Тело и душа“ (1947, его вторая номинация на „Оскар“), „Сила зла“ (1948), „Переломный момент“ (1950) и „Он бежал всю дорогу“ (1951).
Айда Лупино родилась в 1918 году в Лондоне в потомственной актёрской семье. В 1934 году она переехала в Голливуд, где вплоть до 1942 года сыграла, в частности, в таких фильмах, как „Питер Иббетсон“ (1935), „Приключения Шерлока Холмса“ (1939), „Они ехали ночью“ (1940), „Высокая Сьерра“ (1941), „Морской волк“ (1941, где её партнёром был Гарфилд)» и «Дамы в уединении» (1941). Позднее среди прочих картин она сыграла в фильмах нуар «Придорожное заведение» (1948), «Женщина в бегах» (1950), «На опасной земле» (1951) и «Пока город спит» (1956). Начиная с 1949 года, Лупино выступала также как режиссёр, поставив, в частности, фильмы «Оскорбление» (1950), «Двоеженец» (1953) и «Автостопщик» (1953).
Томас Митчелл был номинирован на «Оскар» за роли второго плана в фильме «Ураган» (1937) и завоевал «Оскар» за роль второго плана в фильме «Дилижанс» (1939), Среди других наиболее значимых картин с его участием — «Уступи место завтрашнему дню» (1937), «Унесенные ветром» (1939), «Горбун из Нотр-Дама» (1939), «Эта замечательная жизнь» (1946) и «Ровно в полдень»(1952).

## История создания фильма
Рабочими названиями фильма были «Добрые люди» (англ.  Gentle People) и «Опасная гавань» (англ. Danger Harbor).
В основу фильма положена пьеса Ирвина Шоу «Добрые люди», которая с успехом шла на Бродвее с января по май 1939 года, выдержав 141 представление. Как написал кинокритик «Нью-Йорк Таймс» Босли Краузер, «когда пьеса Ирвина Шоу три сезона назад шла на Бродвее, некоторые критики считали, что из неё получится бы хороший фильм — вероятно, потому что в ней есть ясный драматический сюжет, и она написана в нескольких сценах».
Прежде чем студия Warner Bros. купила права на эту пьесу Шоу, к её экранизации проявляли интерес также студии Columbia Pictures и Paramount Pictures.
В ответ на заявку главы студии Columbia Pictures Гарри Кона в Администрацию производственного кодекса по поводу создания по пьесе фильма, 12 января 1939 глава Администрации Джозеф И. Брин прислал ему ответ, в котором возражал против: «1. Симпатий по отношению к убийцам. 2. Того, что убийцы остались ненаказанными. 3. Того, что суды высмеиваются. 4. Подробного обсуждения возможных аморальных отношений Стеллы и Гоффа. 5. Того, что Джона явно показан как еврей. 6. Жестокости. 7. Левого политического отношения к капитализму».
Первоначально на роль Стеллы планировалась Энн Шеридан, а на роль Гарольда Гоффа рассматривался Луис Хейуорд. В случае отказа Хейуорда следующим кандидатом был Хамфри Богарт. По информации современных историков кино, Хамфри Богарт уговаривал Warner Bros. дать ему главную роль «очаровательного, но безжалостного рэкетира Гарольда Гоффа» в этом фильме. Но студия решила, что Гарфилд обеспечит лучшие кассовые сборы, и дала роль ему.
По информации Американского института киноискусства, Айда Лупино отказалась играть в этом фильме с Богартом после его якобы плохого обращения с ней на съёмках фильма «Высокая Сьерра» (1941).
Фильм находился в производстве с 14 февраля до середины апреля 1941 года и вышел на экраны 14 июня 1941 года.

## Различия между пьесой и фильмом
Как написал Хэл Эриксон, при работе над фильмом пьеса Ирвина Шоу «Добрые люди» была переделана сценаристами, чтобы успокоить голливудских цензоров. По словам Эриксона, «пьеса Шоу была символическим призывом к созданию объединенного фронта против европейского фашизма, предполагая, что единственный способ уничтожить таких авторитарных бандитов, как Гофф, — это заставить хороших людей забыть нормы христианского смирения, такие как „подставь другую щёку“ и „возлюби своего ближнего“». Пьеса Шоу заканчивалась тем, что Джона и Олаф, доведённые до крайности, когда Гофф соблазняет Стеллу, а затем требует все их деньги, готовят убийство злодея, и им удаётся совершить его, оставшись ненаказанными. По словам современных критиков, Администрация Производственного кодекса никогда бы не дала согласие на показ ненаказанного убийства вне зависимости от его обоснования, и потому в сценарии Гофф погибает в результате несчастного случая. По мнению Эриксона, «это однако не устраняет моральной вины, от которой страдают два пожилых заговорщика, поэтому сценарий делает несколько головокружительных поворотов, прежде чем прийти к счастливому концу, который удовлетворил цензуру».

## Оценка фильма критикой
Как написал современный историк кино Микеланджело Капуа, после выхода фильм критиковали за изменения, которые были внесены в сюжет по сравнению с пьесой. Картина не вызвала той оживлённой реакции, на которую рассчитывала студия, а кассовые сборы оказались разочаровывающими. Так, кинокритик «Нью-Йорк Таймс» Босли Краузер после выхода фильма дал ему невысокую оценку, назвав «тяжёлым и унылым рассказом о главным образом надуманных несчастьях, который пронизан умеренным саспенсом и отмечен отдельными моментами юмора». По мнению критика, «он даже близко не подходит к тому, чтобы быть действительно хорошим фильмом, и, если хотите знать правду, он буквально так же старомоден, как грех». Как далее отмечает критик, «в принципе, в нем есть идея — дилемма простых маленьких людей, которые являются жертвами гангстеров и не защищены законом. Но эта тяжёлая ситуация выражена так расплывчато, что история больше похожа на чисто бытовые трудности, в которых бедный отец пытается спасти свою дочь от романтических поползновений мелкого мошенника, который сделал отца своей жертвой». Как отмечает Краузер, «Warners ведёт повествование в своём знакомом крутом стиле, где есть зловещие моменты, особенно когда Джон Гарфилд показывает себя в роли гангстера». Обращает на себя внимание также то, «что большая часть картины сделана в полутьме и тумане».
Современный кинокритик Крейг Батлер полагает, что «у фильма есть всё, что требуется для великолепного нуарового триллера 1940-х годов, кроме первоклассного сценария». Пьеса Ирвина Шоу, которая служит его основой, «слишком символична и дидактична, и, несмотря на усилия все занятых сторон раскрыть её, она всё равно кажется слишком театральной и искусственной». По мнению критика, «ещё хуже то, что цензоры запретили сохранить неоднозначный финал пьесы, в котором двое хороших людей преднамеренно убивают злую силу, которая начинает подавлять их жизни и жизни людей вокруг них». Однако, как далее замечает Батлер, «несмотря на эти недостатки, фильм оказывается довольно хорошей и часто захватывающей мелодрамой благодаря плотной и умелой режиссуре Анатоля Литвака и актёрскому составу, о котором можно только мечтать. Если даже сценарий фильма не позволяет подняться ему до статуса классики, всё равно его сильные стороны обеспечивают значительное наслаждение».
Как написал Хэл Эриксон, «это фильм нуар, который вышел ещё до того, как сам этот термин был изобретён». По мнению Стефани Темз, «в 1941 году Голливуд не был вполне готов к такой истории, как в этом фильме. Эта мрачная драма на самом деле близка фильму нуар, и она опередила своё время». Этот фильм, как и «Мальтийский сокол» (1941), выпущенный в том же году, «задали тональность более мрачным и суровым нуарам», таким как «Двойная страховка» (1944) и «Почтальон всегда звонит дважды» (1946). Спенсер Селби назвал картину «необычным психологическим фильмом от Warners, который стал первым нуаром Гарфилда».

## Оценка актёрской игры и операторской работы
Краузер обратил внимание на актёрскую игру в фильме, в частности, на Гарфилда в роли «изящного и порочного персонажа», который очень «убедителен как мелкий рэкетир». Лупино, по мнению критика, «в качестве несчастной девушки играет слишком жёстко и сурово». Томас Митчелл играет её отца «с поникшей сентиментальностью, а Джон Куолен робок и труслив в роли его подручного, каким может быть только Куолен».
По мнению Батлера, «в роли подавляющего всех бандита Джон Гарфилд невероятно силен, полностью предан своей роли и никогда не поддается искушению смягчить свой характер, чтобы избежать отчуждения своих поклонников. Гарфилд страшен, зол и бесчеловечен — и в то же время опасно очарователен, давая зрителям почувствовать, почему Лупино может быть увлечена им». Критик считает, что «Лупино также довольно хороша, хотя и страдает от слабого сценария и психологического развития её образа. Лучше неё смотрятся Томас Митчелл и Джон Куолен, которым удаётся захватить контроль над фильмом у Гарфилда, а это очень непросто».
Как отмечено в рецензии TV Guide, «редко когда красивый ведущий актёр создаёт настолько зловещий и совершенно отвратительный образ, как в этом фильме». Лупино также «прекрасно исполняет свою роль» девушки, которая «влюблена в бандита Гарфилда, хотя и знает, что он насквозь прогнил». Митчелл и Куолен «превосходны в ролях съёжившихся жертв рэкетира». Однако, как резюмирует рецензент TV Guide, «это полностью картина Гарфилда, одна из его любимых, которую, как он справедливо полагал, с непревзойденным мастерством направлял Литвак».
По мнению историка кино Майкла Кини, «в этом раннем нуаре актёрская игра просто исключительная, при этом Гарфилд заслуживает наивысших похвал. Он великолепен в роли амбициозного нью-йоркского бандита, социопата без каких-либо положительных качеств, промышляющего небольшим рэкетом на пирсе Бруклина».
Алан Кон написал, что Гарфилд в роли Гоффа «вскрывает порочность и фантазию капиталистического общества эпохи Депрессии, осуждая все фашистские силы, действующие в охваченном войной мире».
Батлер отметил, что оператор картины Джеймс Вонг Хоу «снял фильм красиво, с атмосферными чёрными и серыми тонами, что значительно усиливает его воздействие». Хэл Эриксон также написал, что «фильм атмосферно снят оператором», а обозреватель TV Guide подчеркнул, что «операторская работа Хоу передаёт мрачное и глубокое настроение этой истории».